# المبروك (فلم)
المبروك فيلم مصري انتج عام 1959م. قصة الفيلم مستوحاة من مسرحية طرطوف لموليير.

## القصة
يستخدم المبروك الشعوذة وخِداع الناس لإيهامهم ببركاتهُ المزعومة، فيُطْلَب لمعالجة زينب، فيقوم بتجميع بعض المعلومات عن الأسرة، وذلك لكي يوهِمهم بمدى قدراته. ولكن حينما يقرر البعض التصدِّي لهُ، يعمل على إبعادهم.

## أبطال الفيلم
- مريم فخر الدين
- عماد حمدي
- محمود المليجي
- علوية جميل
- عمر الحريري
- سميحة أيوب
- محمد توفيق
- قدرية قدري
- نعيمة وصفي
- عواطف رمضان
- زكي إبراهيم
- عبد الغني النجدي
- سميره حسين
- عبدالمنعم بسيوني
- عباس الدالي
- مجمد شعبان
- نعمات المليجي
- حسين إسماعيل
- عبدالحميد بدوي
- حمادة جلال
- عبدالمنعم عبدالرحمن
- سيد العربي
- سامية محسن
- فيفي سعيد
- علي كامل
- دنجل (عجمي عبدالرحمن)
- خيرية خيري
- نادية عزت

### الإنتاج
- محمود المليجي ( منتج)
- علي كامل   (مدير الإنتاج)
- أفلام النجم الفضي (منتج)
- سيد غراب   (إدارة الإنتاج)
- عبدالعزيز علي (مساعد منتج)
- حسن عبدالجليل (مساعد منتج)
- صالح العوضي   (مدير الإنتاج)
- حسين توفيق   (مراقب عام الإنتاج)

### صوت
- أندريا زنديلس ( مهندس الصوت)
- إرتست صباغ (مسجل الحوار)
- علي محمد   (م. صوت)
- سيد عبدالرحمن   (م. صوت)

### مونتاج
- حسين عفيفي   (مونتير)
- ناهد مكاوي (نيجاتيف)
- سيد بسيوني  (مركب الفيلم)
- ناديه شكري  (م. مونتير)

### ديكور
- ماهر عبد النور (مهندس المناظر)
- حسين الشريف  (إكسسوار)
- دنجل (عجمي عبدالرحمن)  (إكسسوار)

### تصوير
- علي حسن (مدير التصوير)
- علي خيرالله   (مصور)
- محمد شاكر (مساعد المصور)

### إخراج
- حسن رضا   (مخرج)
- محمد جلال   (مخرج مساعد)
- حسين عمر   (سكريبت)

### ماكياج
- محمود سماحة   (ماكيير)
- أحمد دسوقي   (مساعد ماكيير)

### معمل
- ستديو الأهرام (ستديوهات الأهرام) Al-Ahram Studio.   (الطبع والتحميض)
- توتو خوري   (مدير المعمل)

### تأليف
- محمود المليجي (مؤلف)
- محمد عثمان   (سيناريو وحوار)

### فوتوغرافيا
- صبحي بسطا (التصوير الفوتوغرافي)

### موسيقى
- فؤاد الظاهري   (الموسيقى التصويرية)
- كمال مرعي (التوجيهات الطبية)

### توزيع
- افلام مصر الجديدة ( موزع)

## وصلات خارجية
- مقالات تستعمل روابط فنية بلا صلة مع ويكي بيانات